# Troktolith 76535
Der Troktolith 76535 ist eine Mondgesteinsprobe, die 1972 im Verlauf der Apollo-17-Mission im Taurus-Littrow-Tal aufgesammelt wurde. Die Probe wiegt 155,5 Gramm und misst an ihrer breitesten Stelle 5 Zentimeter. Sie wurde an der Geology Station 6 am Fuße des Nordmassivs eingesammelt.
Der Troktolith 76535 ist ein grobkörniges, plutonisches Gestein, das vermutlich nur sehr langsam abgekühlt war. Dieses Olivin- und Plagioklas-führende Kumulatsgestein mit körnigem Polygonalgefüge stammt aus der frühen Geschichte des Mondes. Es kann als Endglied in der Magnesium-betonten Reihe der plutonischen Hochlandsgesteine angesehen werden.

## Petrographie und Mineralogie

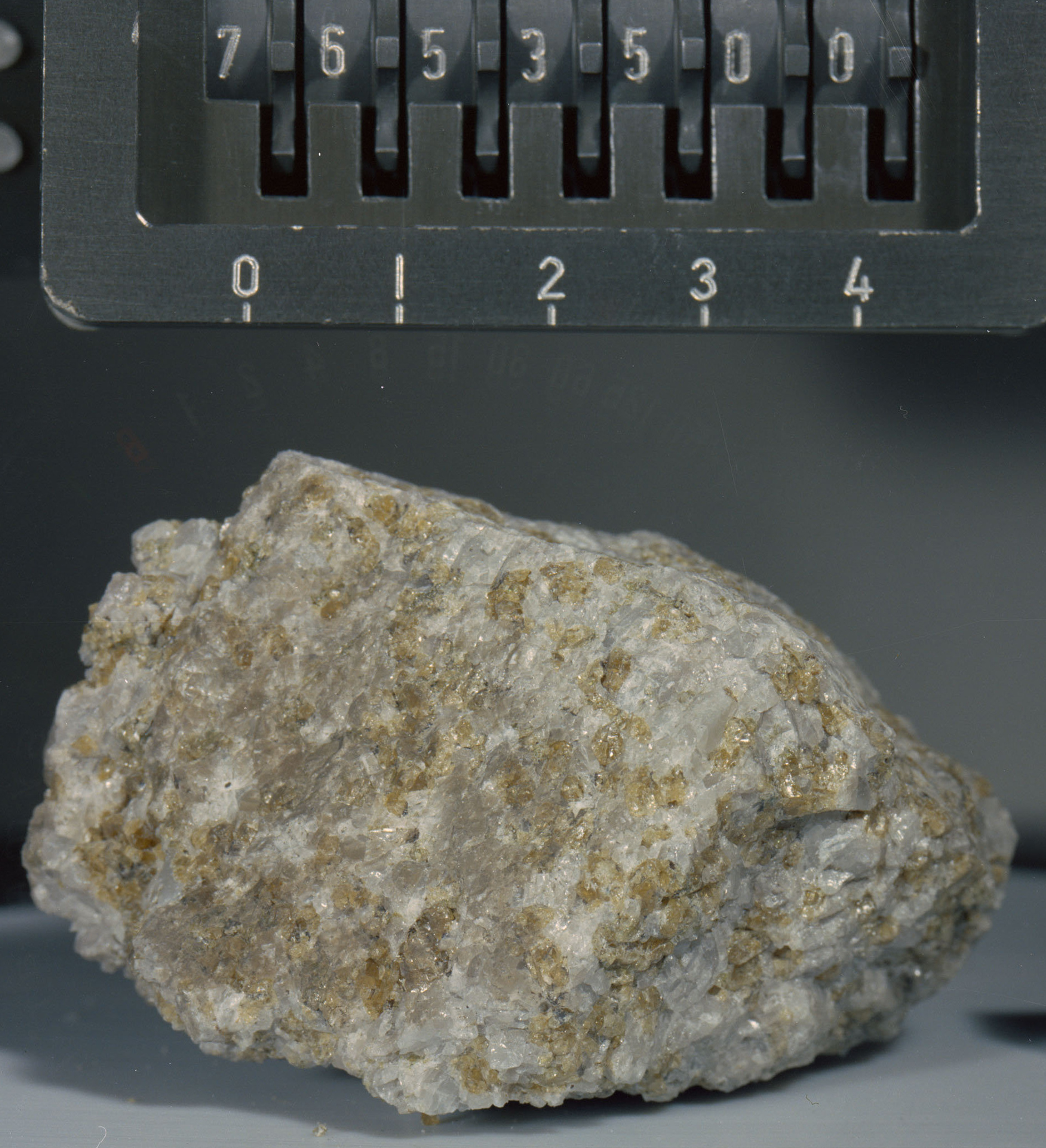
NASA-Aufnahme des Troktoliths 76535

Im Modus nehmen Plagioklas 50 bis 60, Olivin 35 bis 37 und Orthopyroxen 4 bis 5 Volumenprozent ein. Die weißen, durchsichtigen bis leicht milchigen Plagioklaskörner (An96,2) sind 2 bis 7 Millimeter groß und zeigen auf ihren Spaltflächen schöne Zwillingsspuren. Die glänzenden, honigbraunen, 2 bis 3 Millimeter großen Olivine (Fo87,3) treten gruppiert auf. Die bis zu 3 Millimeter großen, undeutlich kristallisierten Orthopyroxene füllen Zwickel zwischen Plagioklas- und Olivinkristallen.
Das Gefüge der Gesteinsprobe ist insgesamt körnig mit sanft gerundeten Korngrenzen, die oft unter einem Winkel von 120° aufeinandertreffen. Dies lässt auf einen Kornreifungsprozess schließen, der auf eine Oberflächenminimierung hinauslief – charakteristisch für metamorphe Subsolidus-Gefüge.
Neben den Hauptgemengteilen Plagioklas, Olivin und Orthopyroxen treten folgende Minerale akzessorisch auf:
- Augit
- Spinell (Chromspinell)
- Baddeleyit
- Pyrochlor
- Celsian (Barium-reicher Feldspat)
- Apatit und Whitlockit (Phosphate)
- Troilit
- Metalle (als orientierte, Fe-Ni-Co-haltige Nadeln in Plagioklas)

Eine Besonderheit sind symplektitische Verwachsungen von Chromspinell mit Kalzium-reichem und Kalzium-armen Pyroxen an Korngrenzen zwischen Olivin und Pyroxen.
Petrologische Untersuchungen ergaben (unter anderem mittels der oben erwähnten Symplektite), dass diese plutonische Gesteinsprobe in einer Tiefe von 40 bis 47 Kilometer entstanden war und somit aus der mittleren bis unteren Mondkruste stammt. Die Untersuchungen zeigten ferner, dass die Probe sich in dieser Tiefe als Kumulat gebildet hatte, anschließend nur langsam abkühlte und sich in ihrem Mineralbestand unter Glühen (engl. annealing) und Rekristallisation ein den herrschenden physikalischen Bedingungen entsprechendes, thermodynamisches Gleichgewicht einstellen konnte. Anhand der durchschnittlichen Korngröße von 3 Millimeter und weiterer Annahmen konnte Stewart (1975) den Glühbereich (100 bis 600 °C) auf eine Zeitdauer von rund 100 Millionen Jahren berechnen.

### Chemismus
In der folgenden Tabelle sind geochemische Analysewerte für den Troktolith 76535 angegeben:
| Oxid Gew. % | Gestein | Spurenelement ppm | Gestein   |
| ----------- | ------- | ----------------- | --------- |
| SiO2        | 42,88   | Ni                | 25–44     |
| TiO2        | 0,05    | Cr                | 753       |
| Al2O3       | 20,73   | Zn                | 1,0–1,2   |
| FeO         | 4,99    | Sr                | 111–114   |
| MnO         | 0,07    | Rb                | 0,20–0,24 |
| MgO         | 19,09   | Ba                | 33        |
| CaO         | 11,41   | La                | 1,51      |
| Na2O        | 0,23    | Eu                | 0,73      |
| K2O         | 0,03    | Nd                | 2,3       |
| P2O5        | 0,03    | Zr                | 12,0–23,6 |

Die Probe ist ultramafisch und gegenüber Chondriten an Seltenen Erden angereichert. Sie besitzt eine positive Europium-Anomalie.

## Datierung
Die Datierung des Troktoliths 76535 erwies sich als problematisch, da mit verschiedenen Datierungsmethoden unterschiedliche Alter gefunden wurden. Das älteste Ergebnis von 4610 Millionen Jahren BP lieferten Papanastassiou und Wasserburg (1976) mittels der Rubidium-Strontium-Methode, ein enorm hohes Alter noch vor der Entstehung des Mondes. Mit der Samarium-Neodym-Datierung wurden 4260 und letztlich 4330 Millionen Jahre BP ermittelt. Die Blei-basierten Methoden ergaben 4270 Millionen Jahre BP (Blei-Blei-Datierung) und 4236 Millionen Jahre BP (Uran-Blei-Datierung). Die Plateaualter der Kalium-Argon-Datierung schließlich bewegten sich zwischen 4270 und 4160 Millionen Jahren BP. Die bei 4236 Millionen Jahren BP liegenden Resultate stellen Einschlussalter für Radionuklide (engl. closure age) dar und spiegeln das Bildungalter des metamorphen Gefüges wider. Premo und Tatsumoto (1992) geben folglich auch 4260 bis 4230 Millionen Jahre BP als eigentliches Entstehungsalter der Gesteinsprobe an.

## Bedeutung
Die Gesteinsprobe 76535 ist ein wichtiges Bindeglied im Verständnis der zeitlichen Entwicklung des Mondes.
Unter den vom Apollo-Projekt zur Erde zurückgebrachten Proben dürfte der Troktolith 76535 wahrscheinlich die Interessanteste darstellen, da sie unverformt und sehr alt ist. An ihr konnten thermochronologische Berechnungen vorgenommen werden, die feststellen sollten, ob der Mond in seiner Entwicklungsgeschichte einen Kern und einen Kern-Dynamo gebildet hatte. Die Ergebnisse dieser Berechnungen befürworteten tatsächlich die Dynamo-Theorie.